# スベン・リーデラー
スベン・リーデラー（Sven Riederer、1981年3月27日-）は、スイスのトライアスロン選手である。リーデラーは2度目のオリンピック出場となった2004年アテネオリンピックで、1時間51分33秒26の記録で銅メダルを獲得した。2時間近くに及ぶレースで、トップのハミシュ・カーターとはわずか25.5秒差であった。